# 시카타촌 (오카야마현)
시카타촌(鹿田村)은 오카야마현 미쓰군에 설치되었던 촌이다. 현재의 오카야마시 기타구의 일부에 해당한다.

## 역사
- 1889년 6월 1일 - 정촌제 시행에 의해 미노군 시카타촌이 성립하였다.
- 1900년 4월 1일 - 쓰다카군과 미노군이 합병해 미쓰군이 되었다.
- 1921년 3월 1일 - 오카야마시에 편입, 동일 시카타촌은 폐지되었다.

## 교통

### 철도
- 철도성
  - 우노선

## 참고문헌
- 『岡山市史 政治編』岡山市役所、1964年。